# Ferdinand Lechner
Wilhelm Ludwig Leopold Ferdinand Lechner (* 16. April 1855 in Berlin; † 28. Dezember 1911 in Schöneberg) war ein deutscher Landschafts- und Architekturmaler.

## Leben
1855 als Sohn des Theatermalers Julius Lechner († 1895) und dessen Frau Ida Maria von Plessen in Berlin geboren, studierte er nach väterlichen Unterweisungen in München (1878), dann in Paris (1880). Er unternahm Reisen in Deutschland, Österreich und Italien. Zwischen 1879 und 1911 stellte er in Berlin aus, wo er sich als Maler niedergelassen hatte. Ein Schüler Lechners war der Maler Benno Treidler.